# Команда спасателей Капитана Планеты
Команда спасателей Капитана Планеты — американский мультсериал о сохранении экологии и защите окружающей среды. Создан Тэдом Тёрнером и Барбарой Пайл. Сериал выпущен студиями «Turner Program Services» и «DiC Entertainment», и был показан на канале TBS с 15 сентября 1990 по 5 декабря 1992. Продолжение сериала, Новые приключения Капитана Планеты, шел три сезона и был выпущен студиями «Turner Broadcasting» и «Hanna-Barbera». Шел с 11 сентября 1993 по 11 мая 1996. Сериал является развлекательно-обучающим и выступает в защиту энвайронментализма.
В России известен благодаря изданию в 1990-е годы студией «Екатеринбург Арт» (ЕА).

## Сюжет
Гея, дух земли, просыпается после долгого сна из-за Свинтуса Гризли, который начал сверлить канал для добычи нефти над местом, где спала Гея. Осознав всю серьёзность ущерба, который был нанесён Земле во время её сна, Гея создаёт пять волшебных колец, четыре из которых управляют стихиями и одно силой сердца, пяти молодым людям: Кваме из Африки, Уилеру из Северной Америки, Линке из Советского Союза (позднее было изменено на Восточную Европу после распада СССР), Ги из Азии, и Ма-Ти из Южной Америки. Эти пятеро окрещаются именем Спасатели и получают задание защищать Землю от экологических катастроф, а также просвещать человечество, чтобы не допускать таких событий. Гея пользуется своим «Видением Планеты» для обнаружения наиболее угрожающих разрушений, и отправляет Спасателей помочь в разрешении проблемы. Спасатели используют различные средства передвижения (обычно это летательный аппарат) использующие солнечную энергию во избежание загрязнения атмосферы самими.
В ситуациях, где Спасатели не могут справиться с проблемой в одиночку, они могут объединить свои силы, чтобы призвать Капитана Планеты — магическую сущность, которая обладает многократно увеличенной совокупностью их сил. Капитан Планеты показывает своим примером, что совместные усилия команды превосходят силу каждого её члена, взятого в отдельности. Капитан Планеты всегда появляется только в своём костюме, представляющем собой не ткань, а стихии Земли, соединённые в одно целое. Он имеет способность преобразовывать свою молекулярную структуру для трансформации себя в различные силы и стихии природы. Капитан Планеты не имеет принадлежности к какой-либо особой культуре. У него зелёная стрижка маллет под цвет травы, кристальная кожа, карие глаза под цвет земли, красное одеяние под цвет огня, перчатки, штаны и сапоги, а также жёлтая эмблема Земли под цвет Солнца. Спасатели не могут использовать силу колец, если был призван Капитан Планеты. Несмотря на свою уязвимость для воздействия загрязнений, Капитан Планеты труднопобедимый и доблестный герой. Как только его работа завершена, Капитан Планеты исчезает, возвращая Спасателям их силы. Каждый раз покидая их, Капитан напоминает зрителям основную мысль сериала своей коронной фразой: «Всё в Ваших силах!».